# هاوز
هاوز (به انگلیسی: Hawes) یک شهرک و محله مدنی در بریتانیا است که در Richmondshire واقع شده‌است. هاوز ۱٬۱۳۷ نفر جمعیت دارد.